# 팔레스타인계 미국인
팔레스타인계 미국인(Palestinian Americans, 아랍어: بلسصينيو مريكا, 로마자 표기: Filasṭīnīyū Amrīkā)은 팔레스타인계 전체 또는 부분적으로 혈통을 이어받은 미국인이다. 최초의 팔레스타인 이민자들이 언제 미국에 도착했는지는 확실하지 않지만, 1900년대 초반에 도착한 것으로 추정된다.
미국 내 팔레스타인 공동체는 17만명에 달해 미국 인구의 약 0.05%를 차지할 정도로 작다. 그러나 팔레스타인계 미국인은 자신을 단지 아랍인으로 간주할 수 있으므로(600,000명의 사람들이 인구 조사에서 자신을 "아랍인" 또는 "기타 아랍인"으로 식별함) 영어에 덜 몰입한 일부 팔레스타인 이민자는 이를 이해하지 못할 수 있으므로 이 숫자는 과소평가될 수 있다. 정확한 정보로 인구조사 양식을 작성한다. 인구 조사에는 아랍 또는 중동/북아프리카(MENA) 범주가 없지만 이 개념은 고려되었다.
팔레스타인 공동체는 시카고, 뉴욕, 필라델피아, 휴스턴, 디트로이트 대도시 지역에 집중되어 있으며 다른 인구는 로스앤젤레스 및 샌프란시스코 대도시 지역에 집중되어 있다. 일부 팔레스타인인들은 20세기 후반과 21세기에 뉴멕시코주 갤럽과 같은 소규모 대도시나 소도시/농촌 지역으로 이주했다.

## 같이 보기
- 팔레스타인 요리